# Hose’ bospatrijs
Hose’ bospatrijs (Rhizothera dulitensis) is een vogel uit de familie fazantachtigen (Phasianidae). Lange tijd werd deze bospatrijs beschouwd als ondersoort van de Indische bospatrijs (R. longirostris dulitensis). De wetenschappelijke naam van de soort is voor het eerst geldig gepubliceerd in 1895 door William Robert Ogilvie-Grant. De vogel is genoemd naar de Britse zoöloog Charles Hose, die lange tijd werkzaam was op Borneo.

## Kenmerken
De vogel is 30 cm lang en lijkt sterk op de Indische bospatrijs. Het mannetje heeft iets minder grijs op de borst en is daaronder wit, terwijl de indische bospatrijs daar roodbruin is en pas geleidelijk naar de onderbuik toe lichter van kleur wordt. De snavel van Hose' bospatrijs is ook langer dan die van de Indische soort.

## Verspreiding en leefgebied
Het is een endemische vogelsoort op Borneo.
De soort is uiterst zeldzaam en komt alleen nog voor in montaan regenwoud op de grens van Sarawak en Oost-Kalimantan.

## Status
Op de IOC World Bird List staat deze bospatrijs als aparte soort op de lijst en sinds 2014 staat het taxon als kwetsbare soort op de Rode Lijst van de IUCN. Er is weinig over deze bospatrijs bekend, men schat dat er hoogstens nog 2500 volwassen vogels over zijn. Het leefgebied van deze fazantachtige wordt bedreigd door grootschalige ontbossingen en bosbranden, verder ook jacht en vangst gefaciliteerd door de aanleg van infrastructuur die de overgebleven stukken bos gemakkelijker toegankelijk maken.